# جسیکا اورک
جسیکا اورک (انگلیسی: Jessica O'Rourke؛ زادهٔ ۳ ژانویهٔ ۱۹۸۶) بازیکن فوتبال اهل ایالات متحده آمریکا است.
از باشگاه‌هایی که در آن بازی کرده‌است می‌توان به وسترن نیویورک فلش و شیکاگو رد استارز اشاره کرد.
وی همچنین در تیم ملی فوتبال زنان ترکیه بازی کرده‌است.